# Kolposuspenzija
Kolposuspenzija jedna je od metoda u urologiji koja se primenjuje kod pacijentkinja sa stres-urinarnom inkontinencijom (SUI) uzrokovanom hipermobilnošću mokraćne cevi (uretre). Kolposuspenzija se danas kao hiruška procedura za korekciju važi kao zlatni standard. Danas se koriste dva tipa kolposuspenzije: otvorena retropubična i laparoskopska,  za podizanje rodnice i podržavaje mokraćne cevi, čime se smanjuje ili zaustavlja nenamerno curenje mokraće. Laparoskopska kolposuspenzija omogućava brži oporavak u odnosu na otvorenu kolposuspenziju. Studije nisu otkrile veću stopu komplikacija kod otvorene kolposuspenzije u poređenju sa drugim hirurškim tehnikama, iako je ustanovljeno da je prolaps karličnih organa češći. Abnormalno mokrenje je bilo manje uobičajeno nakon otvorene kolposuspenzije u poređenju sa operacijom slinga.

## Osnovne informacije
Stres-urinarna inkontinencija je nenamerni gubitak mokraće pri kašljanju, smehu, kijanju ili vežbanju. To je vrlo čest i neugodan problem koji pogađa 1 od 3 žene,  kada je narušeno normalno stezanje sfinkter mokraćne cevi i mišića i ligamenta oko mokraćne cevi koji sprečavaju nehotično curenje mokraće
Mogu je izazvati promene u mišićima i ligamentima karličnog predela koji drže mokraćnu bešiku.  Oštećenje ovih struktura usled porođaja i/ili starenja može dovesti do stresne inkontinencije. 
Mešovita inkontinencija je takođe gubitak mokraće, ali kada postoji potreba za pražnjenjem bešike, na primer kada se kašlja i smeje.
Stres-urinarna inkontinencija se može izlečiti ili poboljšati vežbama za karlično dno i modifikacijama načina života, ali ako ove strategije ne uspeju, primenjuju se hirurške procedure za poboljšanje ili rešavanje problema u koje spadaju otvorena retropubična kolposuspenzija i laproskopska kolposuspenzija koja uključuje podizanje tkiva oko spoja između mokraćne bešike i mokračne cevi (uretre).

## Metode
Kolposuspenzija je operacija u urologiji koja uključuje postavljanje šavova u rodnicu (vaginu) sa obe strane  mokraćne cevi ili uretre (cevi kroz koju se mokraćna bešika prazni) i vezivanje ovih šavova za potporne ligamente kako bi se rodnica podigla. Prema tome šavovi u kolposuspenziji podižu rodnicu i podržavaju mokraćnu cev, čime se smanjuje ili zaustavlja curenje mokraće.
Kolposuspenzija se obično izvodi pod opštom anestezijom, mada se ponekad može ponuditi i lumbalna anestezija.

### Retropubična (otvorena) kolposuspenzija
Retropubična (otvorena) kolposuspenzija izvodi se kroz malu inciziju trbuha. Prema nekim rezultatima otvorena kolposuspenzija je najefikasnija metoda za lečenje stres-urinarne inkontinencije, posebno ako se gleda kroz dugogodišnje praćenje ostvarenih rezultata.
Procedura
Mokraćna cev se stabilizuje uklanjanjem tkiva blizu vrata mokraćne bešike i proksimalnog dela mokraćne cevi u predelu karlice ispod prednjeg dela pubične kosti. U ovoj metodi koriste se različite strukture da se izvelo podizanje, od kojih su značajnije 
- Marshall-Marchetti Krantz procedura približava periuretralno tkivo pubičnoj simfizi.
- Kolposuspenzija po Burchu, koja oslobađa tkivo blizu vrata mokraćne bešike i proksimalnog dela mokračne cevi u predelu iza prednjeg dela pubične kosti (Cooperov ligament) da bi se korigovala narušena funkcija zatvaranja mokračne cevi.

Rezultati
Kod ove operacije izlečenje je definisano kao kompletna kontinencija pri kratnkom
vremenu praćenja i iznosi 73-92%. Uspeh, definisan kao izlečenje ili poboljšanje, opisuje se
u 81-96% operisanih žena.  
Komplikacije
Najčešće komplikacije su poremećaj mokrenja koji se javlja u rasponu od 2,27% i ponovna pojava inkontinencije, koja se javlja u 8.27% slučaja.

### Laparoskopska kolposuspenzija
Laparoskopska tehnika podrazumijeva nekoliko manjih incizija sa ciljem da se smanji
perioperativni morbiditet. Smatra se da ovaj pristup predstavlja napredak u
operativnom lečenju pacijentkinja, pogotovo ako je rade iskusni hirurzi.
Postupak
Izvodi se tako što se specijalnim trakama vrši podizanje mokračne cevi kroz mali prorez (laparoskopski) na trbuhu.
Komplikacije
Intraoperativne komplikacije kolposuspenzije uključuju hemoragiju i traumu urinarnih organa ili drugih karličnih organa. Postoperativno, mogu se javiti tromboembolijske komplikacije,
ileus ili infekcija. Komplikacije koje su u vezi sa urinarnom funkcijom su retencija, ponovno
urgentno mokrenje, hronični bol, dispareunija ili prolaps karličnih organa.

## Mogući rizici
Specifični rizici kolposuspenzije uključuju:
- Recidiv (do 20% na godinu dana).
- Simptomi preaktivne bešike (hitno mokrenje koji može dovesti do inkontinencije) javljaju se u do 17% slučajeva
- Otežano mokrenje javlja se kod do 10% žena. Ovo se obično poboljšava, ali može biti trajno.
- Prolaps zadnjeg vaginalnog zida (rektokele) pogađa 14% žena nakon operacije.
- Poteškoće u seksualnim odnosima mogu uključivati bol ili manje intenzivan orgazam zbog rezova i šavova u rodnici.
- Retko, šavovi mogu erodirati u bešiku i zahtevati naknadno uklanjanje.

## Spoljašnje veze
|  | Molimo Vas, obratite pažnju na važno upozorenje u vezi sa temama iz oblasti medicine (zdravlja). |